# Новоданиловский проезд
Новодани́ловский прое́зд (название с 1995 года) — проезд в Южном административном округе города Москвы на территории Донского района.

## История
Проезд получил своё название в 1995 году по прилеганию к Новоданиловской набережной.

## Расположение
Новоданиловский проезд проходит от Варшавского шоссе на восток до Новоданиловской набережной. Нумерация домов начинается от Варшавского шоссе.

## Примечательные здания и сооружения
По чётной стороне:
- д. 4 — Институт экономики Московской академии экономики и права.

## Транспорт

### Автобус
- с910, с951: по всей длине проезда.

### Трамвай
- Трамвайное кольцо «Новоданиловский проезд»: у западного конца проезда; является конечной остановкой для маршрутов № 16, 49.

### Метро
- Станция метро «Тульская» Серпуховско-Тимирязевской линии — севернее проезда, между Большой Тульской улицей и Большим Староданиловским, Холодильным и 1-м Тульским переулками.

### Железнодорожный транспорт
- Платформа Тульская Павелецкого направления Московской железной дороги — севернее проезда, между Новоданиловской набережной и Холодильным переулком.